# 阿普里卡
阿普里卡（義大利語：Aprica），是意大利松德里奥省的一个市镇。总面积20平方公里，人口1621人，人口密度81.1人/平方公里（2009年）。国家统计（ISTAT）代码为014004。